# West Mountain
West Mountain est une census-designated place du comté d'Utah, dans l'État de l'Utah, aux États-Unis. En 2020, elle compte une population de 1 250 habitants.